# Una donna spezzata (miniserie televisiva)
Una donna spezzata è una miniserie televisiva italiana di genere drammatico, diretta da Marco Leto, liberamente tratta dal romanzo omonimo di Simone de Beauvoir e andata in onda in due puntate sulla Rete 2 della Rai il 15 e il 16 febbraio 1989.
È l'ultima interpretazione televisiva di Lea Massari.

## Trama

### Prima puntata
A Torino Virginia, una donna borghese, dopo essersi dedicata al marito Maurizio e alle figlie Paola e Nicoletta cerca di approfittare della partenza di Maurizio per una conferenza, di Paola a New York e del matrimonio di Nicoletta con il bancario Piero per dedicarsi un po' a se stessa, con i propositi di tornare a studiare per prendere la laurea, ma quando rimane sola inizia a pervaderla una certa inquietudine. Si dedica a Margherita, una ragazza disadattata, fuggita da un convento di suore, occupandosene come se fosse sua figlia. Al rientro del consorte scopre che lui non le aveva detto tutta la verità, avendo un'amante da circa un mese.
Virginia, non accettando lo stato delle cose, inizialmente si confida con la sua più cara amica, ma quando a un ricevimento organizzato da quest'ultima piomba improvvisamente l'amante di Maurizio, lei scopre che il marito non ha avuto il coraggio di chiudere la relazione con la donna inventando menzogne per capire se è soltanto una sbandata oppure una cosa seria. Quando il marito se ne va di casa, Virginia accetta di uscire con Silvano, un critico musicale suo amico che le fa una discreta corte da sette anni, ma al momento topico lei si ritrae, non avendo la forza di tradire il marito.

### Seconda puntata
Virginia sprofonda a poco a poco nella depressione e nello scoramento; a nulla vale la ripresa degli studi universitari interrotti, le sedute dalla psicologa e persino il ricorso a una cartomante. Anche Maurizio, rientrato a casa, cerca la riconciliazione con la moglie ma si sente esasperato dalle sue lamentele e anche di un amante divenuta improvvisamente esigente. Virginia è troppo impegnata a ricercare le cause della crisi matrimoniale ed esistenziale da non accorgersi che Margherita la sta cercando con urgenza per scongiurare l'ennesimo tentativo di fuga dal convento di suore.
Maurizio, dopo mille tentennamenti, lascerà entrambe le donne per andare ad abitare da solo in un piccolo appartamento. Quando Virginia scopre che Margherita si è suicidata con un'overdose di farmaci, sarà salvata dalle due figlie e da un viaggio a New York dove cerca di ritrovare se stessa. Quando ritrova la forza d'animo di rientrare a Torino nel vecchio appartamento ormai vuoto, avrà il conforto di Nicoletta che le rimane sempre vicina ma consapevole di iniziare a intraprendere un nuovo percorso di vita dagli sviluppi incerti.